# José de las Piedras
José de las Piedras (* vor 1827; † April 1839) war ein mexikanischer Offizier.

## Werdegang
Über das Privatleben von José de las Piedras ist nichts bekannt. Er diente in der mexikanischen Armee.
Am 27. September 1827 löste er Mariano Cosío als Kommandant des Kontingents vom 12. Bataillon der mexikanischen Armee ab, welche die Stadt Nacogdoches vom Frühjahr 1827 bis zum 2. August 1832 besetzt hielt. Er bekleidete zu dieser Zeit den Dienstgrad eines Colonels. Zu seinen Aufgaben gehörte die Aufrechterhaltung der mexikanischen Autorität in der vorwiegend von Angloamerikanern bewohnten Stadt. Dabei erhielt er wenig Unterstützung seitens der mexikanischen Zivilregierung, welche seine Befugnisse betreffend sein Kommando beschränkte.
Am 21. Mai 1832 wurde er durch den General Commandant José Mariano Guerro nach Anahuac beordert, um den dort vorherrschenden Unruhen ein Ende zu setzen, die den Höhepunkt in der Auseinandersetzung zwischen den texanischen Kolonisten und dem dortigen mexikanischen Kommandanten der Garnison Juan Davis Bradburn darstellten. Zu den Unruhen kam es, als Bradburn in Anahuac zwei Männer, William B. Travis und Patrick Jack, festnahm. Als Folge davon wollte eine große Anzahl von bewaffneten texanischen Kolonisten ihre Freilassung erzwingen. José de las Piedras erreichte Anahuac am 1. Juli 1832. Vor Ort erfuhr er, dass die Männer von Bradburn den texanischen Kolonisten zahlenmäßig unterlegen waren. Um einen Kampf zu vermeiden, setzte er Juan N. Cortina als neuen Kommandanten der mexikanischen Garnison ein und befahl die Freilassung von Travis und Jack. Bald darauf kehrte er nach Nacogdoches zurück.
José de las Piedras versuchte dort neue Unruhen zu vermeiden, aber sein Handeln bewirkte das Gegenteil: Er befahl den Männern in der Gegend ihre Waffen abzugeben. Nach dem 2. Zusatzartikel zur Verfassung der Vereinigten Staaten hat jeder Mann das Recht eine Waffe zu tragen, allerdings war die Verfassung der Vereinigten Staaten nicht auf das mexikanische Texas anzuwenden. Viele Männer brauchten aber ihre Waffen zur Selbstverteidigung und für die Jagd, daher weigerten sie sich diese abzugeben und trugen sie weiterhin in Nacogdoches.
Seine Unterstützung des amtierenden Präsidenten von Mexiko Anastasio Bustamante und seine Weigerung dem Plan von Jalapa des mexikanischen Generals Antonio López de Santa Anna zu folgen, führten zuletzt zu seiner Vertreibung aus Osttexas als Folge der Kampfhandlungen in Nacogdoches am 2. August 1832. Die meisten texanischen Kolonisten, die an den Kampfhandlungen teilnahmen, stammten aus Siedlungen am Ayish Bayou. James Bowie gehörte auch zu den Angreifern. Sie versammelten sich am Pine Hill, dem Rand von Nacogdoches, und wählten James W. Bullock zu ihrem Kommandanten. Daraufhin näherten sie sich den Befestigungsanlagen vom Old Stone Fort und einem anderen Bauwerk, welches diagonal über den Marktplatz lag und als Red House bekannt war. Beide Gebäude wurden den ganzen Tag hindurch beschossen. Im Schutz der Nacht führte José de las Piedras seine Männer nach Westen, allerdings wurden sie am nächsten Tag am Angelina River abgefangen. Nach einem Scharmützel musste er kapitulieren. Er wurde zusammen mit anderen Offizieren zurück nach Nacogdoches gebracht. Im weiteren Verlauf brachte man ihn zu Stephen F. Austin in San Felipe, wo er auf Ehrenwort entlassen wurde. Seine Männer wurden währenddessen nach San Antonio gebracht und ebenfalls später freigelassen.
José de las Piedras stieß danach in Matamoros zu seiner Familie. Bei den späteren Kampfhandlungen in Tampico zwischen den Föderalisten und der Regierungstruppen von Bustamante wurden die Regierungstruppen unter Piedras besiegt. Er wurde im April 1839 umgebracht.

## Briefe (Auswahl)
- Brief von José de las Piedras an Stephen F. Austin, The Portal to Texas History, 26. März 1828
- Brief von José de las Piedras an Stephen F. Austin, The Portal to Texas History, 7. März 1830
- Brief von José de las Piedras an Antonio Elosua, The Portal to Texas History, 13. September 1830